# 定山渓熊牧場
定山渓熊牧場（じょうざんけいくまぼくじょう）は、かつて北海道札幌市南区の無意根山麓にあった元「熊牧場」（クマの観光牧場、テーマパーク、動物園）である。
1969年開業し、来園者はピーク時に年間1万人を越えた。最大100頭のヒグマを飼育した。2004年1月に閉鎖した。2011年現在は個人の飼育である。

## 営業の記録
開業当時の営業時間は8:00～17:00、夏季期間は7:00～18:30であった。入場料1,000円、クマの餌は200円。通常、4月下旬から11月中旬まで開業し、冬季は休業した。閉鎖前の2003年は、10月下旬から休業した。かつては園内にアライグマやウサギもおり、牧場内の「えぞしか園」にエゾシカがいた。
入場券には、佳松園、森林浴自然公園、清流として薄別川（うすべつかわ）、にじ鱒養魚場、渓流遊歩道、ボート場、レジャーランド、鹿牧場、アイヌ資料館が案内された。

## 閉園
2004年、施設が老朽化したことと収益が悪化したことから、かねてよりクマ牧場を問題視していた動物愛護団体「地球生物会議ALIVE」（代表野上ふさ子・当時）が、その当時の牧場の所有者側と話し合い、展示施設としては閉園することが決定した。2003年末に、ALIVEが手引きし、ロンドンに本部を置く動物保護団体「世界動物保護協会」(WSPA)が同牧場など道内4ヶ所を含む全国8ヶ所の牧場について「飼育密度が極めて高く、劣悪な管理状況にある」と改善を求める調査結果を報告したことも、 閉園決定に影響した。

## 閉鎖後
2004年、牧場閉鎖後もヒグマ35頭は飼育された。定山渓グランドホテルと地球生物会議ALIVEがヒグマの引き取り手を探したが見つからなかったという。
所有者
2010年4月、「定山渓グランドホテル」が「ハマノホテルズ」（「万世閣ホテルズ」関連会社）に吸収されたことに伴い、旧牧場の所有者が「株式会社ふくじゅ」に変更され、その後2011年9月、ハマノホテルズに変更された。2011年現在は定山渓グランドホテル（ハマノホテルズ経営）が運営。
飼育頭数
- 1969年  ヒグマ  35頭[2]
- 1997年  ヒグマ 100頭[2]
- 2007年  ヒグマ  26頭[2][6]
- 2011年  ヒグマ  13頭（オス4頭、メス9頭）[2][6]
- 2018年  ヒグマ  2頭（メス2頭 推定30歳近くと高齢）[12]

立入検査
2011年、札幌市では6月と7月にも旧牧場に立ち入っているが、8月17日、独自にズーチェックを行った地球生物会議ALIVEから、餌が少なく、死んだクマが放置されたためクマの頭蓋骨があるとの指摘により、同18日、同牧場に立ち入り検査する方針を固め、同19日に新聞が報じ、同25日、札幌市が立ち入り検査をした。検査した札幌市動物管理センターの上野浩所長は「クマが飢えている様子はなかった」と話した。スポニチによれば、ハマノホテルズは「餌は好きなものを与えている。指導を受ければ改善したい」と述べた。札幌テレビ(STV)によれば、「1日3回ぐらい餌を与えられていたようだ」としている。同31日、札幌市動物管理センターは検査結果を公表したが、毎日新聞によると、栄養のバランスを考慮するように指導なされたが、焦点の給餌回数については触れなかった。